# Antichi comparsi in Stargate
Nel corso delle serie di Stargate SG-1 ed Atlantis sono comparsi diversi membri della specie degli Antichi. Sono qui elencati i più importanti:

## Stargate SG-1

### Mago Merlino
Mago Merlino è l'ultimo consigliere lantiano in vita durante la storia di Stargate, il suo nome è variato da Moros a Myrddin fino a mago Merlino. Dopo essere scappato sulla terra con gli altri antichi presenti su Atlantide ascese; col passare dei millenni si rese conto che la minaccia degli Ori poteva arrivare anche alla via lattea quindi ritornò in forma umana per costruire un'arma che potesse distruggere gli esseri ascesi. Gli Antichi ascesi gli vietarono di farlo, sia per timore che potesse usare quella tecnologia anche su di loro, sia perché costruendo l'arma con il sapere dell'ascensione avrebbe interferito con gli altri piani d'esistenza. Quando nel medioevo gli ascesi inviarono Ganos Lal per sorvegliarlo Moros dovette continuare i suoi studi in segreto e quindi inventò un congegno per andare fuori fase e permettergli di finire i suoi studi. Completato il progetto dell'arma decise di formare un gruppo di cavalieri a cui affidò il compito di trovarla. Arrivò fino al presente mettendosi in un'unità di stasi dove l'SG-1 lo trovò, risvegliatosi dal lungo sonno provò a ricostruire l'arma ma, non avendo abbastanza forze per terminarla passò la sua intera coscienza a Daniel Jackson permettendogli di terminarla e, in futuro, di trovare l'arca della verità.

### Fata Morgana
Ganos Lal è un'antica vissuta al tempo della guerra contro i Wraith, essa programmò l'ologramma come insegnante per i giovani lantiani, una volta sulla terra scelse l'esilio per ascendere. Diverse migliaia di anni dopo il consiglio la scelse per osservare le ricerche segrete di Moros che portarono alla creazione dell'arma per distruggere gli Ori. La sua politica di fronte a questa minaccia mutò nel tempo, inizialmente non credeva che gli Ori potessero rappresentare un pericolo per la via lattea e infatti per un periodo di tempo fu considerata la più grande nemica di Moros, ma poi si rese conto della seria capacità di questo nemico e quindi cercò di aiutare la SG-1 in vari modi.
1. La prima volta li aiutò ad atlantide, quando Daniel Jackson e Vala Mal Doran stavano cercando le coordinate di due pianeti per trovare l'arma di merlino e lei, ascesa, si finse l'ologramma ma venne scoperta da Daniel quando gli rivelò la posizione dei due pianeti. quel tentativo di aiutarli venne infine bloccato dagli altri esseri ascesi quando Morgana cercò di dire che l'arma non si trovava sui pianeti che gli aveva indicato. come punizione venne condannata all'esilio.
2. La seconda volta fu nel film Stargate: L'arca della verità quando curò Teal'c, fece vedere a Vala i simboli per attivare l'arca e infine quando combatté contro Adria.

Smise di esistere uccidendo Adria nello scontro a celestis.

### Oma Desala
Oma Desala è il primo essere asceso incontrato dalla squadra SG-1, la sua mansione era quella di custodire un tempio sul pianeta di Kheb. Il suo ruolo era quello di aiutare gli esseri umani, solo i più meritevoli ad ascendere; ciò violava la sacra regola degli esseri ascesi della non interferenza, difatti venne punita severamente. La sua apparizione avviene nel tempio, e in quel tempo era stata incaricata da Sha're, ospite della moglie del Goa'uld Apophis con il quale concepì un figlio, di custodirlo, dato che le leggi Goa'uld proibivano i concepimenti di figli tra di loro, chiamati Harcesis, poiché il nascituro avrebbe ottenuto la conoscenza universale dei Goa'uld. Dopo aver accertato le buone intenzioni di Daniel Jackson, si dilegua con il bambino. La seconda apparizione avviene quando, dopo l'incontro da parte del SG-1 con i Kewloniani, Daniel Jackson muore per avvelenamento da radiazione gamma. Oma Desala lo fa ascendere così da salvarlo. L'ultima apparizione avviene quando la copia replicante di Samantha Carter uccide, ancora una volta, Oma Desala conduce Daniel Jackson in un luogo simile a un pub dove stanno gli uomini poco prima di ascendere. Qui l'umano scopre tutta la verità riguardo al Goa'uld Anubis. Quest'ultimo aveva ingannato Oma la quale, in buona fede, lo aveva aiutato ad ascendere; gli antichi punirono entrambi, lei a stare per l'eternità in quel pub e lui ad un'esistenza in una posizione a metà strada tra la vita normale e l'ascensione. Oma cessa di esistere quando, finalmente, si ribella ad Anubis, il quale perisce contemporaneamente.

### Orlin
Orlin mosso a compassione dalla situazione degli abitanti di Valona, un pianeta minacciato dai goa'uld, contro le regole degli antichi, gli fornì la tecnologia necessaria per combatterli; per questo gli antichi distrussero la civiltà del pianeta, condannando Orlin a restare per sempre sul pianeta. Quando l'SG-1 arrivò sul pianeta, Orlin fu attratto da Samantha Carter, attraversando lo stargate seguendola in forma incorporea (probabilmente in violazione del divieto impostogli dagli altri antichi). Si manifestò poi a Carter, fino al punto di rinunciare a tutti i vantaggi dell'ascensione pur di acquistare un corpo umano per restare con la donna, che ormai lui amava; il NID tentò di catturarlo, obbligandolo a scappare attraverso uno stargate "artigianale", capace di compiere un solo viaggio; dopo aver impedito un esperimento degli umani sulla tecnologia antica di Valona, gli ascesi gli permisero di tornare con loro.
Quattro anni dopo Orlin tornò sulla Terra in forma di bambino, per aiutare i terrestri a combattere una pestilenza causata dagli ori; questo compito lo costrinse tuttavia a restare in forma mortale per troppo tempo, impedendogli di ascendere di nuovo e lasciandolo sulla Terra con gravi danni cerebrali.
Orlin adulto è stato interpretato da Sean Patrick Flanery, Orlin bambino da Cameron Bright.

### Altri Antichi inSG-1
- Amelius, vissuto milioni di anni fa quando iniziò la guerra tra gli Antichi e gli Ori; è comparso solo nel film Stargate: L'arca della verità e ha inventato la stessa arca.
- Ayiana, un'Antica rimasta intrappolata tra i ghiacci dell'Antartide quando gli Antichi abbandonarono la Via Lattea, circa 5 milioni di anni fa. Viene ritrovata e riportata alla vita dall'animazione sospesa in cui si era posta, da una squadra di ricerca in Antartide incaricata di studiare il luogo circostante il secondo Stargate terrestre. Era però malata di un morbo che riesce a infettare anche i membri della squadra di studio e quelli dell'SG-1. Dopo aver guarito con le sue capacità curative i terrestri malati, morirà in quanto incapace di autocurarsi.[6] È stata interpretata da Ona Grauer.

## Stargate Atlantis

### Chaya Sar
Chaya Sar, meglio conosciuta come Athar, è un Antico asceso che, dopo una discussione con i capi degli Antichi, sarà destinata a badare al popolo di Proculus per l'eternità.
Chaya ha un carattere speciale, è altruista e generosa, tranquilla e amichevole.
Si innamora del colonnello John Sheppard, ma poi gli rivela essere un Antico, e John la dovrà lasciare andare, poiché Chaya è condannata, e deve scontare la sua pena.

### Janus
Janus è uno scienziato antico che visse nell'epoca del primo assedio di Atlantide da parte dei Wraith circa 10 000 anni fa. Lo scienziato è chiamato come Giano il dio romano del tempo e del cambiamento; infatti, creò una macchina del tempo. Andando contro la decisione del suo Alto Consiglio, Janus inserì una macchina del tempo in un Jumper su Atlantide. L'Elizabeth Weir di un'altra linea temporale usa il Jumper cercando di salvarsi dal fallimento della prima spedizione di Atlantis; in tal modo torna indietro nel tempo di 10 000 anni per errore. Lì incontra Janus che, non rispettando la decisione dell'Alto Consiglio, aiuta la dottoressa a salvare i suoi compagni 10 000 anni dopo, mettendola in una capsula di stasi e preparando la città per l'arrivo della spedizione. Janus, quando abitava ad Atlantide, dati i suoi contrasti con il consiglio, decise di sperimentare tutte le sue tecnologie "illegali" in un laboratorio segreto che è stato trovato dalla squadra umana.
Oltre a quella usata dall'Elizabeth Weir della linea temporale alternativa, compare nell'universo di Stargate anche un'altra macchina del tempo di Janus: viene trovata dall'SG-1 in una delle sue missioni.

### Melia
Melia è un membro dell'Alto Consiglio atlantideo durante l'assedio dei Wraith, 10 000 anni fa. Compare per la prima volta come ologramma che spiega ai membri della spedizione la storia di Atlantide. Sarà Melia a spiegare la situazione di Atlantide quando la dottoressa Weir tornerà per errore indietro nel tempo. Simpatizzando per la dottoressa e per Janus, convincerà il Consiglio a non spedire indietro nella sua linea temporale la dottoressa Weir. Tornerà sulla Terra con i suoi compagni Antichi prima che Atlantide venga sommersa nell'oceano.

### Altri Antichi inAtlantis
- Helia è il capitano della nave di classe Aurora "Tria" che poi otterrà il controllo di Atlantide
- Hippaforalkus era un famoso generale durante la guerra con i Wraith, il suo nome fu dato ad una nave di classe Aurora.